# 劉雲山
劉 雲山（りゅう うんざん、漢族、1947年6月4日 - ）は、中華人民共和国の政治家。第18期中国共産党中央政治局常務委員（序列は7人中5位）、中国共産党中央書記処常務書記、中国共産党中央精神文明建設指導委員会主任、中国共産党中央党校校長。

## 経歴
1964年8月から1968年2月にかけて内モンゴル自治区集寧師範学校で学び、卒業後、内モンゴル自治区土黙特左旗把什学校教師として就職。1968年8月より内モンゴル自治区土黙特右旗蘇卜蓋公社で労働鍛錬、1969年2月に中国共産党内モンゴル自治区土黙特右旗委員会宣伝部幹事に任命され、1975年10月まで務める。この間の1971年4月、中国共産党に正式に入党。1975年10月から新華通訊社（新華社）に移り、内モンゴル分社農牧組記者・副組長・分社党組成員を務める。新華社勤務時の1981年3月から8月にかけて、中央党校で学ぶ。
1982年7月、中国共産主義青年団（共青団）内モンゴル自治区委員会副書記・党組副書記となる。1984年2月、内モンゴル自治区党委員会宣伝部副部長に就任。1985年9月、第12期党中央候補委員に補選される。1986年1月、内モンゴル自治区党委常務委員・宣伝部長に昇格。翌年1月、自治区党委常務委員・秘書長となり、自治区直属機関工作委員会書記を兼任する。1987年10月の第13回党大会開催により、党中央候補委員を退く。内モンゴル自治区党委員会在職中の1989年8月から1992年6月、中央党校通信教育学院党政管理専攻で学んだ。1991年10月、内モンゴル自治区党委常務委員兼赤峰市党委書記に就任。翌年、自治区党委副書記に昇格（赤峰市党委書記はそのまま兼任）。1992年10月、第14回党大会で党中央候補委員に選出される。
1993年4月、党中央宣伝部に移り、副部長に任命される。1997年9月、第15回党大会で党中央委員に昇進。翌月、党中央宣伝部常務副部長となり、党中央精神文明建設指導委員会弁公室主任を兼任する。2002年10月24日、丁関根の引退に伴い、党中央宣伝部長に昇格。同年11月の第16回党大会で党中央委員に再選された劉は、11月15日の第16期党中央委員会第1回全体会議（第16期1中全会）で党中央政治局委員・中央書記処書記に選出される。また、党中央宣伝部長・中央宣伝思想工作領導小組副組長・党中央精神文明建設指導委員会弁公室主任を兼任し、胡錦濤体制における中国共産党の宣伝および思想部門のナンバー2となった（ナンバー1は中央宣伝思想工作領導小組組長・党中央精神文明建設指導委員会主任の李長春）。劉は共青団出身であり、胡錦濤派の一員に属するが、江沢民体制下で中央政界に抜擢された経緯もあり、胡錦濤派と対立する江沢民派とも関係がよい「中間派」の立ち位置にある。2007年10月22日の第17期1中全会で党中央政治局委員・中央書記処書記に再選。
劉は党中央宣伝部長在任中、急速に普及するインターネットの規制・管理を統括し、宣伝部門の権限を拡大した。また、自由や民主など西側諸国の価値観に対抗するため、中国独自の文化を世界に広めるソフトパワー戦略を推進するなど文化産業にも権限を広めた。胡錦濤の訪米に合わせて、ニューヨークの繁華街タイムズスクエアで中国政府の宣伝を放映するなどイメージアップ戦略も手がけた。一方、劉は外国の活動家から「トップの指示に従うだけで自己主張を持たない」と批判されることもあった。
2012年11月15日の第18期1中全会で習近平指導部が発足し、劉は党中央政治局常務委員に選出され、党中央書記処常務書記に任命された。11月21日、党中央宣伝部長を退任。2013年1月15日、中央党校校長として2012年秋季学期卒業式に出席し、習近平から校長職を継承したことが確認された。同月18日、第18期党中央精神文明建設指導委員会の第1回全体会議を主宰し、同委員会の主任に就任したことも確認された。
2015年10月10日に平壌で行われた朝鮮労働党創建70周年記念式典では朝鮮労働党第一書記金正恩と肩を並べて歓談しながらパレードを見物し、終盤では観衆に向かって手を取り合うなど金正恩から「血潮で以て結ばれた友好」「金日成主席同志と金正日総書記同志が残した最大の外交遺産」と表現された中朝同盟を演出し、ミサイル発射を中止させた。改築された中国人民志願軍烈士陵園や祖国解放戦争勝利記念館の中国軍展示ホールも視察した。
しかし、2016年1月に北朝鮮は「水爆実験」とする核実験を実施して中朝関係は冷え込み、直後に制作された朝鮮中央テレビの記録映画では2015年の労働党創建70周年の記念行事の模様が含まれていたものの劉の映像は加工され削除されていた。

## 外部サイト
- 新華社による履歴（中国語）
- 中国共産党ニュース（人民網日本語版）による履歴

| 先代習近平 | 中央書記処常務書記2012年 - 2017年 | 次代王滬寧 |

| 先代李長春 | 中央精神文明建設指導委員会主任2013年 - 2017年 | 次代王滬寧 |

| 先代習近平 | 中央党校校長2013年 - 2017年 | 次代陳希 |

| 先代丁関根 | 中央宣伝部長2002年 - 2012年 | 次代劉奇葆 |